# Symmetroscyphus
Symmetroscyphus är ett släkte av nässeldjur. Symmetroscyphus ingår i familjen Thyroscyphidae.
Kladogram enligt Catalogue of Life:
| Symmetroscyphus | \| \| Symmetroscyphus australis \| \| \| \| \| \| Symmetroscyphus intermedius \| \| \| \| |
|                 | \| \| Symmetroscyphus australis \| \| \| \| \| \| Symmetroscyphus intermedius \| \| \| \| |
|                 | Cnidoscyphus                                                                              |
|                 |                                                                                           |
|                 | Parascyphus                                                                               |
|                 |                                                                                           |
|                 | Thyroscyphoides                                                                           |
|                 |                                                                                           |
|                 | Thyroscyphus                                                                              |
|                 |                                                                                           |
|                 | Uniscyphus                                                                                |
|                 |                                                                                           |
|                 | Symmetroscyphus australis                                                                 |
|                 |                                                                                           |
|                 | Symmetroscyphus intermedius                                                               |
|                 |                                                                                           |

|  | Symmetroscyphus australis   |
|  |                             |
|  | Symmetroscyphus intermedius |
|  |                             |